# Bisbat d'Esglésies
El bisbat d'Esglésies (italià: diocesi di Iglesias; llatí: Dioecesis Ecclesiensis) és una seu de l'Església catòlica, sufragània de l'arquebisbat de Càller, que pertany a la regió eclesiàstica Sardenya. El 2010 tenia 146.000 batejats d'un total de 147.000 habitants. Actualment està regida pel bisbe Giovanni Paolo Zedda.

## Territori
La diòcesi està situada a la part sud-occidental de l'illa de Sardenya i comprèn 24 municipis a cavall entre les províncies de Sardenya del Sud i Càller: Buggerru, Calasetta, Carbonia, Carloforte, Domusnovas, Fluminimaggiore, Giba, Gonnesa, Esglésies, Masainas, Musei, Narcao, Nuxis, Perdaxius, Piscinas, Portoscuso, San Giovanni Suergiu, Santadi, Sant'Anna Arresi, Sant'Antioco, Teulada Tratalias, Villamassargia i Villaperuccio.
La seu episcopal és la ciutat d'Esglésies, on es troba la catedral de Santa Chiara d'Assisi. El territori s'estén sobre 1.678 km², i està dividit en 64 parròquies.

## Història
La diòcesi de Sulci (avui Sant'Antioco) va ser erigida al pas del segle iv al segle v. Les primeres empremtes són del 484, quan el bisbe de Sulci, Vitale, va participar en el Concili de Cartago. La hipòtesi és que la diòcesi de Solci ha estat eliminat després de les invasions sarraïnes a la fi del segle vii. Més tard va ser restaurada per Alexandre II en la segona meitat del segle xi.
A principi del segle xiii, la seu de la diòcesi va ser transferida de Sulci a Tratalias. I després va ser traslladada des de Tratalias a Esglésies pel papa Juli II amb butlla Aequum reputamus del 8 de desembre de 1503.
El 9 de gener de 1514 l'últim bisbe de Sulci-Esglésies, Giovanni Pilares, va ser nomenat arquebisbe de Càller; des d'aquest moment les dues seus van quedar unides fins a la segona meitat del segle xviii.
El 1580, amb el suport de Felip II d'Espanya, i el 1620 va haver-hi intents de restaurar la diòcesi, car els sacerdots es ressentien de la unió amb Càller. El 1654 la Rota Romana sancionà definitivament la unió; però Esglésies se li va donar el dret de nomenar un vicari capitular durant la vacant de Càller i el dret a tenir el seu propi vicari general.
La seu d'Esglésies va ser restaurada pel papa Climent XIII el 18 de maig de 1763.
El 1986, durant la reorganització de les diòcesis italianes, es va discutir la unificació amb l'arxidiòcesi de Càller, però va ser rebutjada pels bisbes

## Cronologia episcopal

### Bisbes de Sulci
- Vitale † (citat el 484)
- Anonimo † (citat el 599)
- Pietro † (inici del segle vii)
- Eutalio † (segona meitat del segle vii)
- Anonimo † (citat el 1061)
- Anonimo † (citat el 1073)
- Anonimo † (citat el 1089)
- Raimondo † (citat el 1090)
- Salvio † (citat el 1108)
- Arnaldo † (citat el 1112)
- Anonimo † (citat a inicis de 1118)
- Anonimo † (citat el 1118)
- Alberto † (citat el 1123)
- Aimo † (1151 - 1163)
- Mariano † (1206 - 27 de març de 1218 nomenat arquebisbe de Càller)
- Bandino † (1221 - 1226)
- Arzotto † (citat el 1235)
- Gregorio † (inicis de 1263 - 2 de gener de 1267)
- Mondasco de' Sismondi † (inicis de 1281 – finals de 1282)
- Comita † (vers 1300 - 1324 mort)
  - Bonifacio della Gherardesca, O.F.M. † (1324 - 1324 deposat) (bisbe electe)
- Angelo Portasole, O.P. † (24 d'abril de 1325 - 12 de febrer de 1330 nomenat bisbe de Grosseto)
- Bartolomeo, O.Carm. † (12 de febrer de 1330 - 1332 mort)
- Guglielmo Jornet, O.F.M. † (24 d'abril de 1332 - 1334)
- Guglielmo Jaffer † (8 d'abril de 1334 - 1335)
- Mariano † (1342 - 1349)
- Ramón Gilet † (18 de maig de 1349 - 1359)
- Francesco Alegre, O.P. † (8 de juny de 1359 - 1364 mort)
- Leonardo, O.F.M. † (27 de novembre de 1364 - ?)
- Francesco † (inicis de 1387)
- Obediència romana:
  - Andrea † (inicis de 1387)
  - Corrado de Cloaco † (24 d'abril de 1387 - 1389 dimití)[note 1]
  - Filippo † (5 d'abril de 1389 - ?)
  - Biagio di Prato † (4 d'abril de 1398[note 2] - 1409)
- Obediència avinyonesa:
  - Pietro Tordora, O. de M. † (24 de setembre de 1388 - 1410)
  - Giovanni Rodrigo de Corella, O.P., † (27 de gener de 1410 - 1415)
- Giovanni Cassani, O.E.S.A. † (4 de maig de 1418 - 1441 mort)
  - Raimondo de Torres, O.F.M. † (17 d'octubre de 1441 - ?) (antibisbe)[note 3]
- Sisinnio † (19 de novembre de 1442 - 5 de juliol de 1443 nomenat bisbe de Ampurias)
- Antonio Presto, O.P. † (24 de juliol de 1443 - 1447 mort)
- Garsia, O.F.M. † (22 de setembre de 1447 - 1461 mort)
- Giuliano Matoni, O.P. † (6 de novembre de 1461 - 1487 mort)
- Simone Vargiu, O.F.M. † (4 d'abril de 1487 - 1503)
- Giovanni Pilares † (7 de juliol de 1503 - 9 de gener de 1514 nomenat arquebisbe de Càller)
  - Seu unida a l'arxidiòcesi de Càller (1514-1763)

### Bisbes d'Esglésies
- Luigi Satta † (26 de setembre de 1763 - d'abril de 1772 mort)
- Giovanni Ignazio Gautier † (7 de setembre de 1772 - d'octubre de 1773 mort)
- Francesco Antonio Deplano † (13 de març de 1775 - 1781 mort)
- Giacinto Rolfi, O.S.A. † (18 de juliol de 1783 - circa 1790 mort)
- Giuseppe Domenico Porqueddu † (26 de març de 1792 - circa 1797 mort)
- Nicolo Navoni † (11 d'agost de 1800 - 29 de març de 1819 nomenat arquebisbe de Càller)
- Giovanni Nepomuceno Ferdiani † (23 d'agost de 1819 - 19 de gener de 1841 mort)
- Giovanni Battista Montixi † (25 de gener de 1844 - 26 de febrer de 1884 mort)
- Raimondo Ingheo † (10 de novembre de 1884 - 16 de desembre de 1907 dimití)
  - Sede vacante (1907-1911)
- Giuseppe Dallepiane † (22 de setembre de 1911 - 13 d'abril de 1920 mort)
- Saturnino Peri † (16 de desembre de 1920 - 1 de novembre de 1929 dimití)
- Giovanni Pirastru † (22 de juliol de 1930 - 7 de setembre de 1970 jubilat)
- Giovanni Cogoni † (7 de setembre de 1970 - 25 de març de 1992 jubilat)
- Arrigo Miglio (25 de març de 1992 - 20 de febrer de 1999 nomenat bisbe d'Ivrea)
- Tarcisio Pillolla (3 de juliol de 1999 - 3 de juny de 2007 jubilat)
- Giovanni Paolo Zedda, des del 17 de juny de 2007